# Allen D. Candler
Allen Daniel Candler, född 4 november 1834 i Lumpkin County i Georgia, död 26 oktober 1910 i Atlanta i Georgia, var en amerikansk politiker (demokrat). Han var ledamot av USA:s representanthus 1883–1891 och Georgias guvernör 1898–1902.
Candler utexaminerades 1859 från Mercer University och studerade sedan juridik. I amerikanska inbördeskriget avancerade han till överste i Amerikas konfedererade staters armé. Efter kriget var han verksam som jordbrukare och senare blev han verkställande direktör för ett järnvägsbolag.
Candler efterträdde 1883 Emory Speer som kongressledamot och efterträddes 1891 av Thomas E. Winn. Efter tiden i representanthuset tjänstgjorde Candler som Georgias statssekreterare 1894–1898.
Candler efterträdde 1898 William Yates Atkinson som Georgias guvernör och efterträddes 1902 av Joseph M. Terrell. Candler avled 1910 och gravsattes på Alta Vista Cemetery i Gainesville i Georgia. Candler County har fått sitt namn efter Allen D. Candler.